# Fondrakö
 (novembre 2024).
Le fondrakö ou fondrakõ est le droit propre aux peuples nias (id), sur l’île de Nias. Selon les récits traditionnels, les règles fondrakö auraient été apportées par les premiers ancêtres arrivés sur l’île. Il existe plusieurs variétés, par exemple le fondrakö si lima ina, pratiqué dans les mado (id) Zebua (id), Gulo (id), Hia, Waruwu et Zai. Dans toute l’île, il y au moins dix-huit fondrakö différents. Un principe du fondrakö est que ceux qui y désobéissent seront maudits.

## Mariage
Dans le passé, le böwö (une forme de dot) était versé en tant que cadeau, dans l'esprit de générosité appelé misi-misi. Aujourd’hui, il est vécu comme une obligation et son montant est déterminé en fonction du statut social de l’épouse et de l’époux. Ce changement entraîne des débats à cause des difficultés qu’il pose aux jeunes couples. Selon la pasteure nias Oinike Natalia Harefa, qui témoigne avoir elle-même souffert de l’effet déshumanisant du böwö, cette institution doit être réinterprétée de manière féministe. Elle propose de concevoir le böwö comme une marque d’hospitalité plutôt que comme un prix d'achat. Nonobstant, deux chercheuses considèrent que le droit du mariage chez les Nias est contraire à la CEDAW. Les deux principaux cadeaux offerts lors du mariage nias sont appelés fangowai et fame'e.